# Beroe baffini
Beroe baffini är en kammanetart som beskrevs av Paul Torben Lassenius Kramp 1942. Beroe baffini ingår i släktet Beroe, och familjen Beroidae. Inga underarter finns listade i Catalogue of Life.